# Chloreuptychia polla
Chloreuptychia polla är en fjärilsart som beskrevs av Heinrich Benno Möschler 1882. Chloreuptychia polla ingår i släktet Chloreuptychia och familjen praktfjärilar. Inga underarter finns listade i Catalogue of Life.